# Museo Estación Cultural Lucinda Larrosa

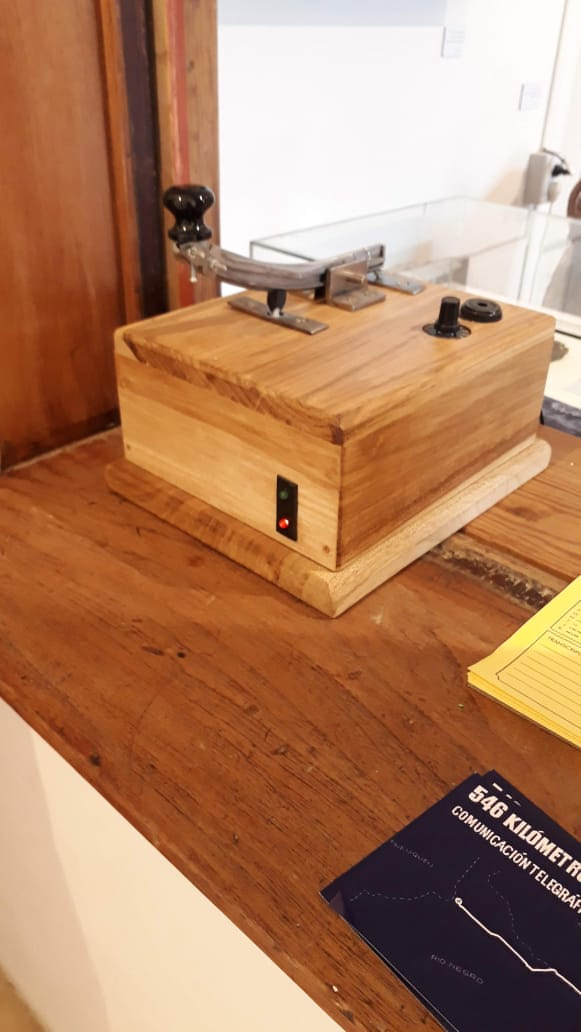
Telégrafo (proyecto 546 km)

El Museo Estación Cultural (MEC) está ubicado en la estación ferrocarril del km 1181, hoy General Fernández Oro, provincia de Río Negro, y surge como resignificación cultural y política del museo de dicha ciudad, llamado “Doña Lucinda”. Fue creado en 1999. 

## Orígenes y nueva propuesta
El primer museo respondía a los lineamientos de los museos de carácter histórico/regional. Nació como museo de ciencias naturales e historia regional. Fue bautizado en honor al nombre de la esposa del general Fernández Oro, Doña Lucinda González Larrosa, quien falleció en Buenos Aires en 1910.
En el edificio donde actualmente se emplaza el museo, funcionó la estación de ferrocarril desde principios del siglo XX hasta la década de 1970, de allí su denominación. En el año 1999 el edificio se inauguró como museo, a través de una iniciativa llevada a cabo por un grupo de vecinos de la localidad. Luego de permanecer varios años cerrado al público, este espacio reabrió sus puertas en el 2016, con un giro discursivo en su concepción histórica, social, cultural y estética. De este modo, el MEC plantea una resignificación de lo que anteriormente fue el Museo Doña Lucinda.
En este proceso de renovación iniciado en 2015, se propone revisar su propia historia como museo y la del territorio donde pertenece, desde una hermenéutica del tiempo presente y un presente local trastocado por el impacto demográfico que tiene a la crisis frutícola y la explotación hidrocarburífera como los principales protagonistas de estos cambios.
Como lo plantea Castilla, “En su mayoría los museos del siglo XX se caracterizaron por proveer una información unidireccional y una voz institucional que no podía ser confrontada, mientras que los nuevos prototipos propician múltiples voces e interpretaciones. El foco estaba puesto en la presentación de los objetos y casi no se tenía en cuenta la recepción, mientras que hoy el compromiso y la experiencia del público resultan fundamentales”.
El MEC se piensa como una unidad, un todo articulado. Cada espacio está en directa relación con el espacio contiguo y el guion museográfico se continúa comprendiendo al museo en sí. En este sentido, se propone deconstruir los discursos tradicionales, hegemónicos y canónicos que se vinculan al relato legitimador de la denominada “Conquista del desierto” que por lo general sostienen los museos del Alto Valle del río Negro. Este proceso se presenta como eje ordenador de las colecciones y modos de exhibirlas. La nueva propuesta museística implica nuevas prácticas, que invita a otras miradas y hace partícipes de esa selección a las percepciones plurales de la naturaleza y la cultura que existen en la comunidad valletana. Las distintas exposiciones desarrolladas en el MEC en este nuevo marco se piensan desde experiencias estéticas y promueven una práctica colaborativa, relacional, con un espectador partícipe en ellas, invitándolo a intervenir en la muestra y a construirla. Se crean también teniendo en cuenta el contexto de producción y de recepción, trabajando constantemente con su comunidad destinataria, teniendo como objetivo fortalecer aquello que conforma la identidad y las identidades de la ciudad.
Estas nuevas dinámicas culturales se ven afectadas también por los propios derroteros artísticos de las últimas décadas. Artistas que se desplazan investigando contextos, deconstruyendo discursos, haciendo visible lo ausente y que se comportan en muchos casos como geógrafxs, antropólogxs, documentalistas. En esta expansión del hecho artístico en la que una gran cantidad de artistas optan por trabajar con lo real como materia prima, resulta interesante que el espacio museal se convierte en el espacio de trabajo de artistas que buscan desestabilizar narrativas y/o trabajar con aquello que la historia oficial ha invisibilizado.

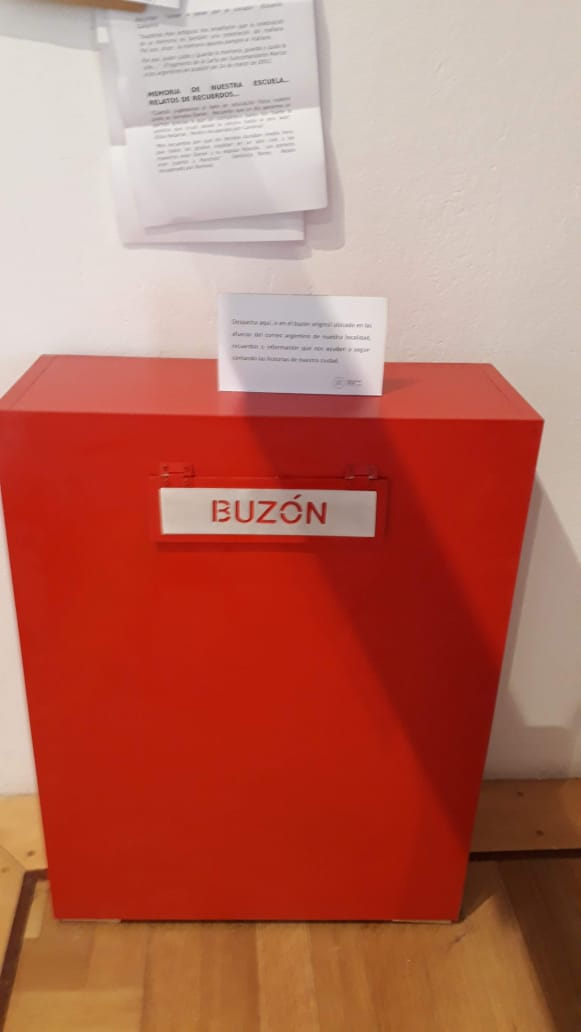
Réplica del buzón de la ciudad.

De esta manera se incorporan a un museo que no es de arte proyectos y estrategias artísticas que funcionan como vehículo para activar y dinamizar múltiples voces que detienen el relato histórico unidireccional, abriendo a nuevas posibilidades de interacción.

## Recorridos[5]

### Desmontaje
En tanto la disposición espacial comienza en el hall de entrada con Desmontaje, obra artística de sitio específico, llevada a cabo por el colectivo URS con curaduría de Carmen Di Prinzio, inaugurada en agosto de 2016. El proceso de intervención de esta obra de sitio específico consistió en desmontar las reproducciones fotográficas del Archivo General de la Nación que referían a la “Campaña al desierto” antes expuestas, dejando la marca que por el paso del tiempo queda en la pared, pintándose de blanco el resto, reforzando así la huella, ese espacio. Así también, se dejaron los epígrafes que acompañaban las fotografías, generando una dinámica de presencia-ausencia.
“Desmontaje propone desestabilizar el discurso visual en torno a la política de ocupación y explotación territorial que sostienen, en su conjunto, las imágenes tomadas por los fotógrafos de expedición, el orden en el que se exhiben y los epígrafes que la acompañan. Desmontar un discurso se convierte aquí en operación poética y política, habilitando de este modo, un nuevo espacio de diálogo y debate por fuera de la narrativas hegemónicas.”
Un espacio que se piensa al dinamizarlo con los diversos relatos de acuerdo a las propuestas artísticas que se van presentando. El desierto sin sus conquistadores, otra intervención de sitio específico realizada en esta misma sala por las artistas Mariana Lombard y Mariana Corral. La misma consiste en una copia del paisaje que fuera utilizado por el pintor Juan Manuel Blanes para poner en escena la plana mayor de la expedición al río Negro. Las artistas recrean esta pintura histórica, en laca sobre vidrio, sin la presencia  militar, restituyendo el paisaje  a su condición previa al dominio del territorio. La obra colocada en el espacio ocupó la lámina que reproducía el cuadro original de Blanes, hoy retirada. Se trabaja de esta manera al nivel de la huella como recurso poético, y las superposiciones temporales para dar cuerpo a la resignificacion museográfica del espacio. 
Instrucciones para borrar una línea, es otra obra realizada por el colectivo URS, presentada en Geopoéticas. Consiste en una guía de ocho pasos para el hurto de un hito de frontera que separa Chile y Argentina con el objetivo de ser exhibido. El hito fronterizo que acompaña el instructivo permanece ubicado en el hall de entrada reforzando la idea de un estado dominante que impuso los límites territoriales y que los artistas buscan, mediante la acción, borrar la demarcación política y dar cuenta de una zona como lugar de paso ancestral. 

### Historia local
En el espacio de historia local se trazan recorridos que enfatizan el proceso de construcción del territorio altovalletano, desde la obtención de tierras por parte de los generales de la "Campaña al Desierto", como en este caso, Manuel Fernández Oro, dando inicio a la historia del desarrollo capitalista en la región posibilitada en sus comienzos por el ferrocarril y la implementación del sistema de riego gracias a un estado nacional que había puesto su pesado pie sobre estas geografías y en cuyos dominios aún subsistimos. Desde estos lugares se apela a la memoria individual y colectiva de la comunidad para narrar desde le presente las micro-historias que fueron conformando esta pequeña localidad rural que hoy atraviesa una fuerte transformación. Con esta propuesta del espacio de historia local se busca desactivar la noción de pioneros-colonos con la que tradicionalmente se han diseñado los museos de historia en las localidades del Alto Valle.
En la sala se encuentran a disposición de la comunidad, el archivo de memoria oral, en permanente construcción y el archivo fotográfico de Daniel Astete. El mismo reúne fotografías de la vida social de la localidad, tomadas durante las décadas del 70, 80 y 90 por Daniel, quien fuera el único fotógrafo por aquellos años. Astete nació en Chile el 21 de julio de 1941. A los siete años de edad se radicó en la ciudad de Fernández Oro junto a su familia. En dicha localidad creció y ejerció su práctica profesional, conocida por la mayoría de lxs habitantes de Oro. A través de su mirada y su registro es que se pueden reconstruir fragmentos de memorias locales. A partir de la donación y recuperación de una importante cantidad de negativos que fueron digitalizados, se puso a disposición de la comunidad este archivo para que cada unx pueda llevarse sus recuerdos.

### Ciencias
El espacio de ciencias se encuentra en construcción en el marco del proyecto: “Artes, ciencias y archivos. Cruces para otras narrativas museográficas", dependiente de la Secretaría de Investigación, Creación Artística, Desarrollo y Transferencia de Tecnología de la Universidad Nacional de Río Negro. El equipo de trabajo se encuentra conformado por científicxs, teóricxs y artistas. El mismo busca dar cuenta de las prácticas científicas que en su momento contribuyeron a fundamentar la Campaña al Desierto y se constituyeron en modelo hegemónico para los museos de ciencias en la región. El propósito general del proyecto es concebir otras narrativas posibles en torno a las colecciones y al territorio, a partir de la interdisciplinariedad epistémica, incorporando en la institución museo, el trabajo de creación artística como parte fundamental para la construcción de nuevas poéticas. De esta manera hacer del museo un ámbito de investigación experimental y contemporáneo, generando un espacio dinámico y permeable, en permanente construcción y actualización de sus relatos.

## Medios de comunicación poética

### Telégrafo
El proyecto 546 km, impulsado por el artista visual Federico Gloriani, busca retomar el uso del telégrafo y dar a conocer el funcionamiento de este tradicional medio de comunicación, a través de una experiencia que reactiva la conexión entre los museos ubicados en dos estaciones del histórico ramal ferroviario Bahía Blanca-Neuquén-Zapala. Por un lado, el Museo Taller Ferrowhite, en el puerto de Ingeniero White (Bahía Blanca) y el Museo Estación Cultural Lucinda Larrosa (Fernández Oro), a 546 km de distancia. Ambos espacios están vinculados históricamente por el ferrocarril para el intercambio y crecimiento productivo de ambas localidades y actualmente por el modo de pensar la museología. 
El lugar físico donde se encuentra instalado el telégrafo de manera permanente está, en lo que fuera la boletería de la estación, ubicado en el hall de entrada del MEC. La intención es familiarizarse con el código morse, aprender una comunicación real con experiencias de carácter vivencial, en funcionamiento como dispositivo de aprendizaje. Es un servicio activo dentro del museo, que queda instalado para el uso de la comunidad conformando a su vez el relato museográfico que incentiva una nueva relación con espectadores activxs.

### Buzón
Es un proyecto de reactivación que propone poner en valor y en funcionamiento el antiguo buzón de correo de la localidad, ubicado en las intersecciones de las calles San Martín y Brentana, en las afueras de la sede local del hoy Correo Argentino. 
Tiene como objetivo recuperar y resignificar un medio tradicional de comunicación en desuso. La propuesta consiste en que lxs habitantes encuentren en este medio una forma más de comunicación, por lo que se propone que quien quiera participar, deposite allí material gráfico, artículos periodísticos, cartas, relatos, entrevistas y fotografías actuales o pasadas, rurales o urbanas que hagan a la historia local, en un sobre dirigido a MEC-Estación de Ferrocarril km 1181, y en el reverso colocar nombre, apellido y contacto (el sobre no debe superar la medida de 15 x 18 cm). Dicha propuesta de recuperación sirve como material de archivo y de exposición en el espacio del MEC. 

### RadioMEC
Se trabaja en la producción de contenidos, difusión de exposiciones, eventos y actividades que insisten en nuestro presente, poniendo en perspectiva nuestro pasado. Con dos ediciones hasta el momento, se proyecta la incorporación de nuevos modos de comunicación, amplificando voces que, con su narración van construyendo las identidades de nuestra región.  

Disponible en:
https://www.mixcloud.com/RADIOMEC/
https://www.facebook.com/MEC-Museo-Estaci%C3%B3n-Cultural-1490611571262008/

Capítulos radiales:
RadioMEC #1
https://www.facebook.com/1490611571262008/videos/1671977872946151/
https://www.facebook.com/1490611571262008/videos/384500645469720/
https://www.facebook.com/1490611571262008/videos/2227965737279263/
RadioMEC #2- Relatos del Valle
https://www.facebook.com/1490611571262008/videos/2264234553815239/
https://www.facebook.com/1490611571262008/videos/844897185873906/
https://www.facebook.com/1490611571262008/videos/325075258170071/

## Exhibiciones temporales
- Apuntes sobre flora (julio de 2016).
- Experiencia transfrontera (agosto de 2016).
- Pueblos originarios. Dos miradas (octubre de 2017).
- Geopoéticas (abril de 2018).
- Acá también pasó (24 de marzo de 2017 y 2018), referida al aniversario del Día de la Memoria, la Verdad y la Justicia.
- Saco. Arqueología del presente (julio de 2018).
- Heridas (septiembre de 2018).
- Inakayal vuelve (octubre de 2018).
- 30 x 30 (noviembre de 2018).
- Horizontes Múltiples (diciembre de 2018).
- Diversidad Lúdica (marzo de 2019).
- Acuarelas de las chacras (mayo de 2019).
- Costumbres argentinas, la mirada sobre el Otro (septiembre de 2019).
- Sur Real - Re Existe (octubre de 2019).
- Cartología del dorado (diciembre de 2019).

## Colecciones
El MEC cuenta con colecciones de Geología, Arqueología, Paleontología, Fauna e Historia de la localidad.

### Arqueología
La colección arqueológica cuenta con material lítico y alfarería, entre otros objetos recolectados en la zona de Fernández Oro. También alberga los restos óseos de un entierro humano proveniente de la Laguna El Juncal.

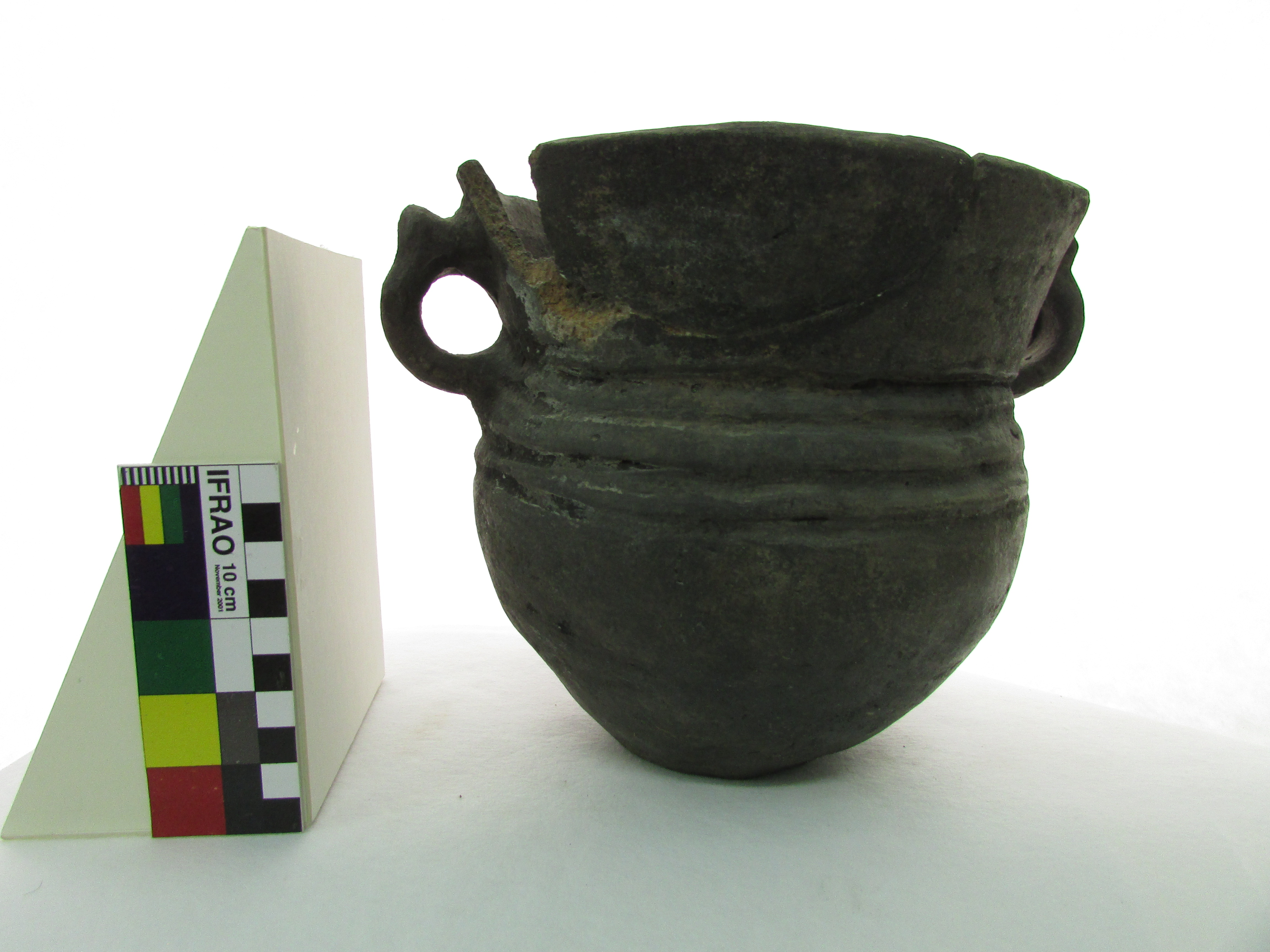
Vasija de cerámica mapuche con acanaladuras y asas con mamelones alojada en el Museo.

### Paleontología
El museo cuenta con 118 piezas fósiles inventariadas, de especímenes de diferentes épocas, tanto vertebrados como invertebrados. 

#### Vertebrados
Entre los primeros, se encuentran restos de dinosaurios, como restos de fémur, costillas y osteodermos de saurópodo indeterminado, vértebras de ornitópodos y dientes de terópodo. También cuenta con algunos ejemplares de arcosaurios basales, cocodrilos y placas de tortuga.
Además, se encuentran restos de mamíferos, en su mayoría notoungulados y astrapoterios, junto con placas de gliptodontes. 

#### Invertebrados
Pueden encontrarse moluscos como nautiloideos, ammonoideos, bivalvos y braquiópodos. Además hay serpúlidos y decápodos.

### Fauna actual
Cuenta con representantes de la fauna regional de la provincia de Río Negro. En el área de reserva se encuentra una numerosa colección de taxidermia de aves y mamíferos, insectos y cangrejos disecados, malacofauna y varios ejemplares fijados en formol. 

## Galería
|          |
| Ammonite |

|                   |
| Cristal de cuarzo |

|                    |
| Fémur de saurópodo |

|                         |
| Osteodermo de saurópodo |

|           |
| Pez fósil |

|           |
| Pez fósil |

|                                |
| Placas dorsales de gliptodonte |

|                                   |
| Fragmento craneal de Notoungulado |

|                                |
| Vértebra dorsal de Ornitisquio |